# (144897) 2004 UX10
(144897) 2004 UX10, também escrito como (144897) 2004 UX10, objeto transnetuniano (TNO) que está localizado no cinturão de Kuiper, uma região do Sistema Solar. Ele é classificado como um plutino, pois, ele tem uma ressonância orbital de 3:2 com o planeta Netuno. Ele possui uma magnitude absoluta de 4,5 e tem um diâmetro com cerca de 398 km. O astrônomo Mike Brown lista este corpo celeste em sua página na internet como um candidato a possível planeta anão.

## Descoberta
(144897) 2004 UX10 foi descoberto no dia 20 de outubro de 2004 pelos astrônomos A. C. Becker, A. W. Puckett, e J. Kubica.

## Órbita e rotação
A órbita de (144897) 2004 UX10 tem uma excentricidade de 0,040 e possui um semieixo maior de 38,952 UA. O seu periélio leva o mesmo a uma distância de 37,397 UA em relação ao Sol e seu afélio a 40,507 UA.
(144897) 2004 UX10 é um Plutino em ressonância 2:3 com Netuno. Este fato foi estabelecido por meio da integração de seu movimento há mais de 10 milhões de anos. O objeto está atualmente a 39 UA do Sol.
O período de rotação deste corpo celeste não é conhecido, mas é provável que se encontram na gama de 5 a 7 horas.

## Propriedades físicas
O tamanho de (144897) 2004 UX10 foi medido pelo Observatório Espacial Herschel a ser 361,0+124,2
−93,5 Km. A massa do objeto atualmente ainda não é conhecida, mas deverá ser maior do que cerca de 3×1019 kg.
(144897) 2004 UX10 tem uma inclinação moderada para o vermelho na faixa do espectro visível. O seu espectro visível não mostra quaisquer características, embora haja uma pequena saída da linearidade perto de 0,8 μm.